# 亞歷山大·杜金
亞歷山大·格利耶維奇·杜金（羅馬化：Aleksandr Gelʼyevich Dugin；1962年1月7日—），俄羅斯著名政治學者及理論家，其政治理论常被认为类似新法西斯主义。
杜金出生于莫斯科的一个苏联體制內的精英家庭，但他在1980年代时是一名反共異見人士。苏联解体后，杜金与爱德华·利莫诺夫合办了民族布尔什维克党，一个支持民族布尔什维克主义的政党，但杜金后来退党。1997年，他发表了成名著作《地缘政治的基础》，并在书中主张俄罗斯应通过征服和结盟等方式将欧亚诸国纳入势力范围，以对抗美国主导的大西洋主义帝国；對俄羅斯構成威脅的中國必須進行「領土解體、分裂以及政治和行政上的分治」、「盡最大可能被拆分」，俄羅斯要把西藏、新疆、內蒙古、中國東北作為安全帶，作為中國與俄羅斯間的緩衝區，并將這個安全帶納入俄羅斯的勢力範圍。其后，他将相关思想整理成了新歐亞主義，還于2002年参与组织欧亚党。2009年，杜金又出版了《第四政治理论》。该理论谴责自由主义、共产主义、民族主义作为西方文明的政治意识形态，本质上都是资产阶级、自由全球主义、西方中心主义和反传统主义的，作为非西方人支持这三种意识形态就是作为西方的“第五纵队”；并主张在此三者之外创建一种支持文明多元化的第四种政治理论。
杜金曾擔任國家杜馬前主席、俄罗斯联邦共产党前成员根纳季·谢列兹尼奥夫的顾问、統一俄羅斯重要成員謝爾蓋·納雷什金的首席顧問。他还曾於莫斯科國立大學擔任社會學、國際關係學教授，並以提出第四政治理論、多極世界著稱。2014年克里米亞危機爆發後，杜金因涉嫌參與俄羅斯入侵克里米亞被美國制裁，并因为相关的争议言论被剥夺教职。2018年，杜金被復旦大學中國研究院院長張維為聘為該院高級研究員，从此时起，杜金轉而支持中國，對中國的「天下體系」表達支持之情，稱中、俄、美、歐可作為多極化世界中的四極，支持中國「一帶一路戰略」，認為其有助保障中、俄的獨立，並使中俄結盟。杜金常被称为是“普京的大脑”，但亦有许多人指出杜金对俄罗斯和普京的影响力存在争议。
杜金的女兒达莉娅·杜金娜於2022年8月20日在莫斯科州奧金佐沃被汽車炸彈炸死。有报道称杜金曾打算坐這輛車，但臨時改乘其他車輛。他女兒是俄羅斯入侵烏克蘭的支持者。頓涅茨克人民共和國元首傑尼斯·普希林指控烏克蘭發動該次暗殺。

## 早年生活及教育
1962年1月7日，亞歷山大·格列耶維奇·杜金出生于莫斯科一个蘇共體制內的菁英家庭，父亲格利·亚历山德罗维奇·杜金（Гелий Александрович Дугин）是一名蘇聯軍情局高級军官，擁有法学副博士学位，母亲加琳娜·维克托罗芙娜·杜金娜（Галина Викторовна Дугина）是一名医生，同樣擁有医学副博士學歷。1983年，杜金的父亲因为他被克格勃逮捕而被调任海关部门。
1979年，亚历山大·杜金进入莫斯科航空学院就读，但第二年随即因学习成绩差及在学校内组织异见者活动而被学校开除。
1980年，杜金加入了尤金斯基圈，一个探究撒旦崇拜、秘义纳粹主义及各类神秘学的前衛圈子。杜金在圈子里因拥护纳粹主义而知名，不过杜金自称自己是为了表达对苏联社会的叛逆，而并非真的崇拜希特勒。杜金在圈子里的代号是“汉斯·西弗斯”，该代号源自纳粹超常现象研究者沃尔夫拉姆·西弗斯。
通过自学，杜金在母语俄语之外又掌握了意大利语、德语、法语和英语四门语言。在此期间，他受传统主义学派勒內·蓋農影响很大，之后在列宁国立图书馆里又阅读了尤利烏斯·埃佛拉的书籍，并将《異教徒帝國主義》一书翻译至俄语。

## 政治生涯
20世纪80年代时，杜金是一名反共异议人士。在苏联解体前，杜金曾任记者。1988年，杜金和朋友盖达尔·杰梅尔一同加入了极端民族主义、反犹太主义组织民族爱国阵线“记忆”。90年代初，杜金还曾与俄罗斯联邦共产党创始人根纳季·久加诺夫走得很近。1993年，杜金与爱德华·利莫诺夫一同创立了民族布尔什维克党，该党对布尔什维克思想的民族主义诠释的灵感来源于恩斯特·尼基施。1998年，因与利莫诺夫发生争执，杜金退出民族布尔什维克党。

### 著作史
1997年，杜金的著作《地缘政治的基础》出版，该书随即多次再版，同时被俄罗斯数所大学采用为地缘政治相关学科的教科书。1997年，杜金在文章《法西斯主义—无国界与红色》中写道“民族资本主义”抢先在俄罗斯发展出了“真正的、纯正的、彻底革命和一贯的，法西斯式的法西斯主义”。杜金又说这种意识形态“绝对和种族主义、沙文主义式的纳粹主义不一样，这种意识形态在德国的过激行为完全是德国人的问题……在俄罗斯，俄罗斯法西斯主义是天然的民族保守主义与对真正变革的热切渴望的结合”。

### 思想

#### 欧亚主义
杜金在著作中构建了一个与以美国为首的西方对抗的“欧亚主义”国家。他也是极端民族主义政党民族布尔什维克党1993年至1998年间的领导人之一，以及其后民族布尔什维克阵线和欧亚党的创始人和领导人之一。

#### 其他观点
杜金曾主张吞并中国领土并在中国土地上建设俄国的“战略缓冲区”。
2014年，杜金在俄罗斯政坛失势，却在中国大陆找到了一条出路。2018年，复旦大学中国研究院院长张维为聘他担任高级研究员。自那以后，他对中国的态度大改，对中（陆）俄联盟和中国大陆的“一带一路”明确表示支持。杜金及其女杜金娜均在观察者网开设专栏宣扬反乌克兰民族主义和入侵乌克兰相关内容。杜金的女儿杜金娜被炸死后，复旦大学中国研究院院长助理余亮2022年8月23日撰文哀悼，开篇写道，“一位朋友的女儿遇害了”。2024年5月6日，杜金在中国大陆视频平台Bilibili和新浪微博开设账号。

### 对普京的影响
在对乌克兰问题上，杜金属于坚决的主战派。在2014年，杜金就认为乌克兰和俄罗斯的战争不可避免，并呼吁普京介入顿巴斯地区的冲突。
杜金对俄罗斯政府和普京的影响力存在争议。杜金目前与克里姆林宫的官员之间没有官方联系，但媒体常称他为“普京的大脑”。在俄军从赫尔松败退撤走后，杜金表达了对普京政权无能的不满。在他的Telegram频道中，杜金引用詹姆斯·弗雷澤《金枝：巫術與宗教之研究》中的“雨王”典故，大致是一位在非洲被相信能带来降雨而获得崇拜并享受供奉的神职人员，但如果长期干旱而他又不能带来降雨的话则会被杀死，並称:“我们赋予统治者绝对的权力，但如果沙皇不能拯救他的子民，那么他就只能面对‘雨王’的命运”。

## 制裁
2015年3月11日，美国财政部宣布因“對威脅烏克蘭和平，安全，穩定或主權或領土完整的行動或政策負責”而将杜金列入制裁名单中，他组建的歐亞青年聯盟亦被制裁。2015年6月，加拿大宣布跟进制裁。
2023年1月，日本和乌克兰宣布因为杜金支持俄罗斯侵略而对杜金进行制裁。

## 著作
- The Great Awakening vs the Great Reset, Arktos (2021)
- Political Platonism, Arktos (2019)
- Ethnos and Society, Arktos (2018)